# 武定府街道
武定府街道，是中华人民共和国山東省滨州市惠民县下辖的一个乡镇级行政单位。

## 行政区划
武定府街道下辖以下地区：
福田村、南高村、张百户村、八里庄村、下坡吴村、张绪全村、头堡村、西寨子村、二堡朱村、前孙村、小郭村、饽饽李村、五里曹村、闫老吴村、东寨子村、昭家村、高贾田村、小崔村、高官村、曾赵村和黑楼村。